# جان گریر دیل
جان گریر دیل (انگلیسی: John Dill; ۲۵ دسامبر ۱۸۸۱ – ۴ نوامبر ۱۹۴۴) فرد نظامی اهل بریتانیا بود. وی همچنین برندهٔ جوایزی همچون لژیون دونور (افسر)، صلیب نظامی ۱۹۱۴-۱۹۱۸ (فرانسه)، نشان افتخار تولد لهستان، نشان سنت اولاف، نشان خدمات برجسته (ارتش آمریکا)، و نشان حمام شده‌است.
او یک افسر ارشد ارتش بریتانیا بود که در جنگ جهانی اول و جنگ جهانی دوم خدمت کرد. از ماه مه ۱۹۴۰ تا دسامبر ۱۹۴۱، او رئیس ستاد کل امپراتوری، رئیس حرفه‌ای ارتش بریتانیا بود و متعاقباً در واشنگتن دی سی به عنوان رئیس هیئت ستاد مشترک بریتانیا و سپس نماینده ارشد بریتانیا در ستاد مشترک خدمت کرد.